# Parasail
Das Parasail oder auch Parasailor (wie heute die ursprüngliche Parasail-Konstruktion heißt) ist eine Spinnaker-Konstruktion, die einen Flügel als Auftriebselement nutzt. Gegenüber einem herkömmlichen Spinnaker sollen hierdurch Vorteile beim Spinnaker-Segeln erzielt werden.

## Geschichte
In den Jahren 1998–1999 entwickelte der Fahrtensegler und Gleitschirmflieger Hartmut Schädlich, gemeinsam mit dem Luft- und Raumfahrtingenieur Manfred Kistler von der Firma Paramarine, eine erste Version des Flügel-Spinnakers. Hartmut Schädlich meldete daraufhin 1999 einen Spinnaker mit einem eingebauten Gleitschirm zum Gebrauchsmuster an. Paramarine erwarb die Lizenzrechte an diesem Patent. Das Segel Parasail, später Parasailor, wurde 2000–2002 von der Firma Paramarine produziert und vertrieben.
2002 designte Paramarine das Segel vollkommen neu, integrierte die patentierten Jetflaps in den Flügel, um bessere Leichtwindeigenschaften zu erreichen, und nannte es Parasail 2. Nachdem das Unternehmen die Patentnutzungsrechte ein Jahr später zurückgegeben hatte, übernahm die Firma ISTEC.AG die Produktion des Parasailors nach dem ersten Prinzip ohne Jetflaps und nannte die Entwicklung Parasailor². Im Auftrag der Firma ISTEC.AG entwickelte das Design Büro Ralf-Grösel-Design zwei Varianten des Segels. Parasailor² und Parasail. Das Parasail unterscheidet sich zum Parasailor² lediglich im Aufbau des Flügels, welches als Einfachsegel ausgebildet ist. Unter der Regie von Ralf Grösel Design entstanden rund 30 Parasailor² Größen von ca. 40 m² bis 400 m² Segelfläche und rund 25 Größen vom Parsail von 24 m² bis 300 m² Segelfläche.
Das nunmehr unter dem Namen Skywalk firmierende Unternehmen Paramarine entwickelte 2003–2004 unter dem Namen Parasail 3 einen Spinnaker mit einem anderen Auftriebsprinzip (Auftrieb hauptsächlich durch Impulsumlenkung statt Auftrieb durch Unterdruck oberhalb des Flügels) – der Vertriebsname lautete Parasail Generation 3. Istec kombinierte in den Jahren  2007–2008 in einem Parasail 4 die beiden Auftriebstechniken. Die luftumlenkende Klappe wurde nun auch wieder oberhalb von Luft umströmt und sollte so wieder durch Umströmung Auftrieb erzeugen. Die Firma Skywalk schließlich produzierte 2009 die Generation 3 des Parasails unter dem neuen Namen Wingaker weiter.

## Funktionsweise

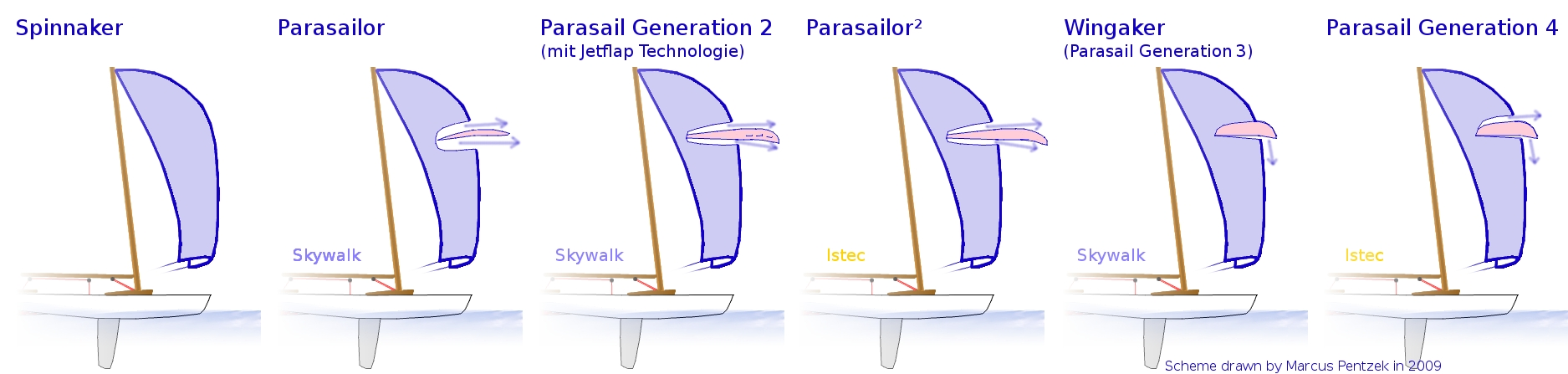
Die verschiedenen Erscheinungsformen als Schema-Zeichnung

Allen Varianten gemein ist, dass der gestauten Luft ein Ausweg aus dem Segel geboten wird. Dadurch können die im herkömmlichen Spinnaker möglichen Luftverwirbelungen, die an den Lieken oft für Unruhen im Segel sorgen, nicht entstehen. Der Spinnaker steht so ruhiger und kann auch einhand gesegelt werden.
Zusätzlich soll eine Auftriebskraft erzeugt werden, um das Segelboot etwas aus dem Wasser zu heben, was wiederum den Bug entlastet und eine höhere Geschwindigkeit ermöglicht.

### Parasailor, Parasailor², Parasail Gen. 2
Die entweichende Luft füllt einen flugschirmartigen Flügel, der sowohl oberhalb als auch unterhalb umströmt wird, um einen dynamischen Auftrieb zu bewirken.
Die luftgefüllten Taschen des Schirms sollen das Segel außerdem spreizen und so die Form des Segels stabil halten. Dies soll auch die Möglichkeit des Am-Wind-Segelns ermöglichen, da es bei sehr flachem Einsatz trotzdem durch den Flügel stabil gehalten wird.

### Parasail Gen. 3, Wingaker
Anders als beim Parasailor und der nicht mehr produzierten Generation 2 des Parasails ist hier kein Gleitschirmelement vorgespannt, sondern eine Kappe, die die Öffnung von vorne gesehen komplett verdeckt. So ist trotz des Loches im Segel kein Vortriebskraftverlust zu erwarten, da die Kappe die gesamte entweichende Luft aufnimmt. Die erwünschte hebende Kraft wird vollständig durch die Umlenkung der Luft nach unten und den dadurch erzeugten Rückstoß erzielt.
Da die Kappe nicht mehr über Luftkammern verfügt, die erst „aufgeblasen“ werden müssen, verfügt dieses Segel über deutlich bessere Leichtwindeigenschaften als die vorigen Parasail(or)-Generationen.

### Parasail Gen. 4
In diesem Segel werden sowohl der dynamische Auftrieb als auch der Rückstoß zur Erzeugung der hebenden Kraft verwendet. Die Kappe verdeckt nicht mehr das komplette Loch im Segel, sondern hat auch oberhalb des Segels eine schmale Öffnung. Somit steht strömende Luft sowohl für die Erzeugung des Auftriebs als auch für die Umlenkung zur Verfügung.
Auch diese Kappe hat keine luftgefüllten Kammern, so dass auch dieses Segel über sehr gute Leichtwindeigenschaften verfügen dürfte.

### Vor- und Nachteile
Die Vorteile von Parasail gegenüber herkömmlichen Segeln sind geringere Bugbelastung, stabilerer Stand und dadurch verminderte Gier- und Geigneigung. Durch aktive Liekenspreizung wird außerdem ein höheres Maß an Eigenstabilität erzielt. Parasail trägt zur weitgehenden Vermeidung von Sonnenschüssen bei und kann nach Herstellerangaben Winkel zum Wind von 60–180 Grad fahren. So soll es auch den Gennaker ersetzen können.
Parasail ist erheblich teurer als Spinnaker oder Gennaker. Bei leichtem Wind hat man damit zudem einen schlechteren Stand als bei einem Spinnaker, da der Flügel noch nicht voll wirksam ist.

### Paraspi und Paragen
Eine neuere Entwicklung im Bereich der aerodynamischen Vorwindsegel sind der Paragen und der Paraspi der Firma Parasail. Bei wenig Wind (bis 4 Ktn.) kommt dem Flügel keine Funktion zu, es ist einfach nur ein großes Loch (siehe mittleres Bild des Parasailors auf dem großen Brombachsee unten). Sinn und Zweck eines großen Vorwindsegels ist es jedoch, bei wenig Wind eine gute Leistung abzuliefern. Die Entwicklung des Paragen und des Paraspis reflektiert diese Entwicklung. Lufthutzen sorgen dafür, dass diese Segel schon bei sehr wenig Wind optimal stehen und eine sehr gute Leistung abliefern. Bei Mittel- und Starkwind fungieren diese Lufthutzen dann als Ventil, um den gefürchteten Sonnenschuss  zu vermeiden. Gleichzeitig baut sich in den Hutzen bei stärkerem Wind genügend Druck auf, um eine Eigenstabilität zu gewährleisten (siehe auch Palstek 1/12). Durch die weniger aufwändige Konstruktion lässt sich der Paragen sogar an einer Rollanlage fahren und gefährliche Bergemanöver mit exorbitant großen Bergeschläuchen gehören der Vergangenheit an. Paraspi und Paragen kosten nur ca. die Hälfte vergleichbarer Flügelsegel.

## Presse
Tests von Segelzeitschriften attestiertem dem Parasail gute Praxistauglichkeit, wenngleich die vom Hersteller reklamierten Am-Wind-Eigenschaften keine Bestätigung fanden.

## Bilder

parasailor², eingesetzt auf einer Asso99 auf dem Großen Brombachsee
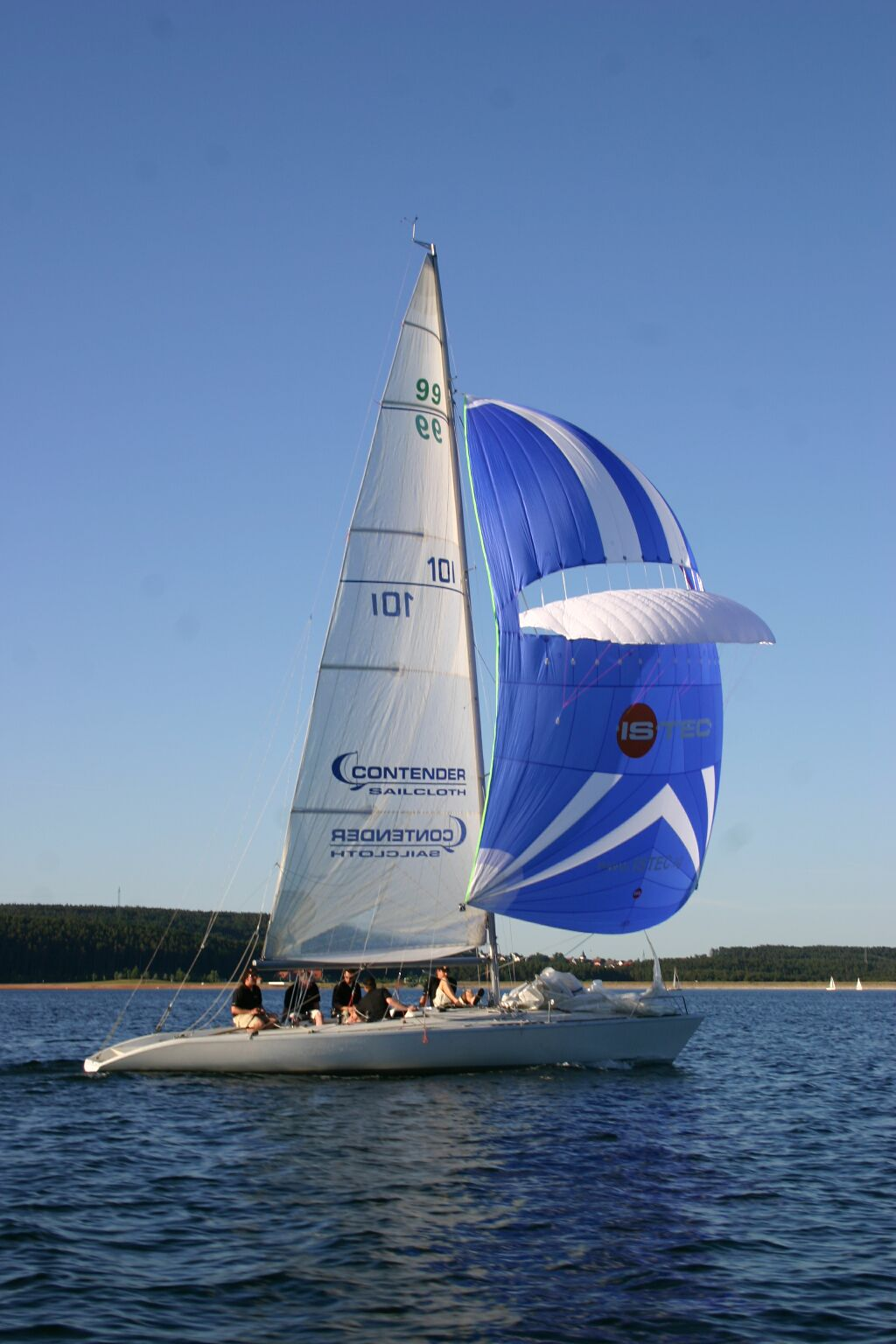
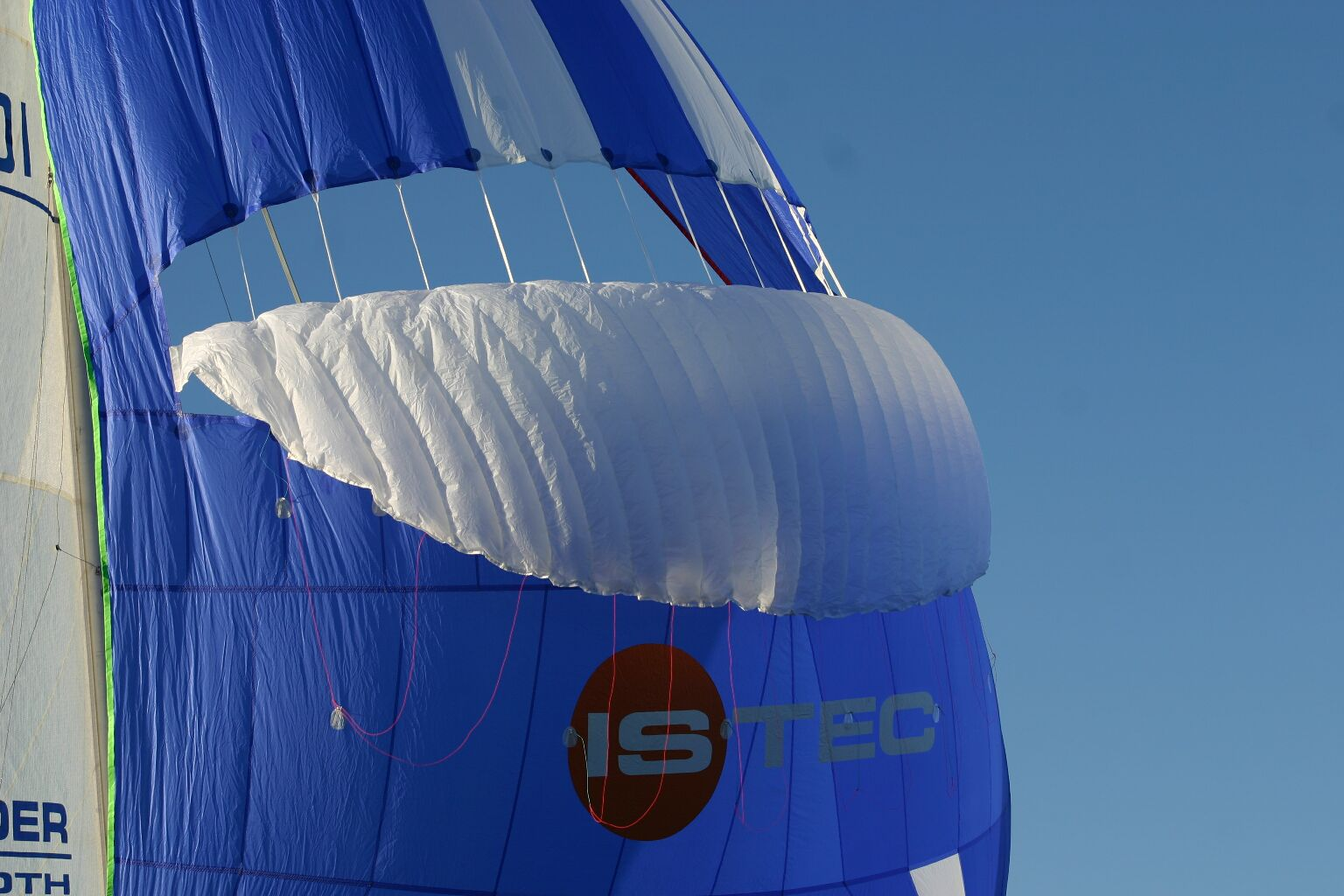
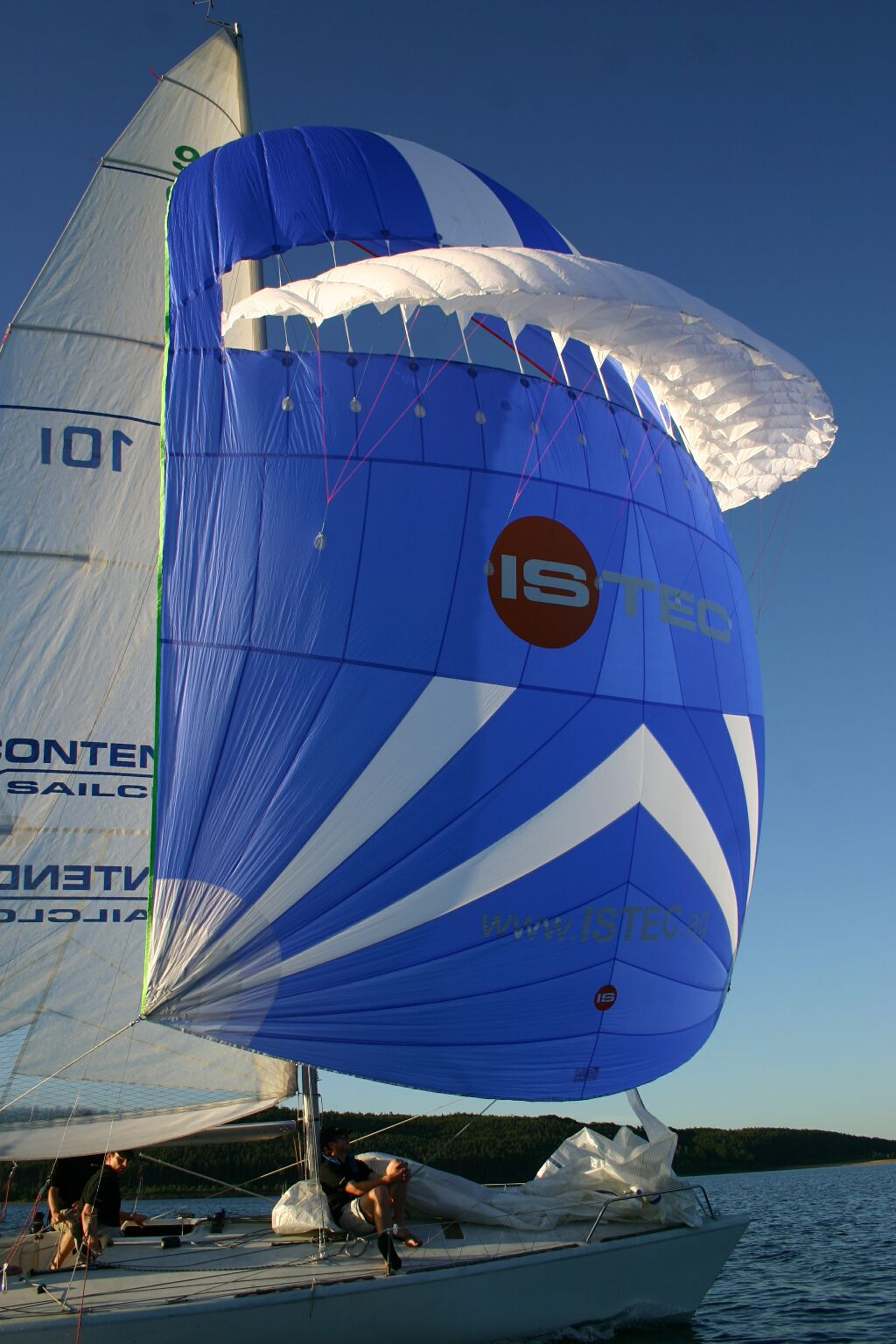